# Трынское ущелье
Трынское ущелье (болг. Трънско ждрело, также известно как ущелье Ломница или ущелье реки Ерма) — каньоноподобное ущелье вдоль реки Ерма в самой восточной части горного хребта Руй в западной Болгарии. Административно оно расположено в общине Трын Перникской области, примерно в 3 км к северу от муниципального центра Трын и к югу от границы Болгарии и Сербии. Трынское ущелье входит в число 100 туристических объектов Болгарии Болгарского туристического союза и является популярной туристической достопримечательностью.

## География
Трынское ущелье берёт свое начало к юго-востоку от села Ломница на высоте 677 м и направляется на северо-восток. Через 300 м оно достигает самой узкой части, длиной около 100 м и шириной 5 м, где высота составляет около 650 м. В самой узкой части, глубиной около 120 м и длиной 150 м, над обоими берегами реки Ерма возвышаются две скалы, называемые Царквиштето (Церковь) и Жилав Камак (Крепкая скала). Ниже по течению ущелье расширяется, и его склоны остаются относительно крутыми. Оно заканчивается к юго-западу от деревни Богойна на высоте 630 м. Общая длина ущелья составляет 2,8 км, средняя высота 650 м.
Река Ерма прорезала около 120 м в верхнеюрских известняковых основаниях, а окружающие склоны крутые, местами вертикальные. Геологически ущелье прорезано в прочных известняках со сложной и разнообразной структурой, образовавшихся около 200 миллионов лет назад в морском бассейне. Оно довольно узкое у своего основания, и река образует карстовые каналы и небольшие водопады. До средней части Трынского ущелья стены вертикальны, а их ширина не превышает 10–15 м. Оно образовалось в течение миллионов лет в результате эрозионного процесса от воздействия реки, которая постепенно пробивала себе путь через скалу.

## Природа
В 1961 году он был объявлен природной достопримечательностью под названием Ущелье реки Эрма, чтобы «сохранить его уникальные скальные образования». Ущелье расположено в лесной зоне небольшого горного хребта Руй, к северу от долины Знеполе, и является домом для разнообразной флоры и фауны. В окрестностях обитают многочисленные виды птиц, в том числе осоед, обыкновенный канюк, курганник, луговой лунь, беркут, орёл-карлик, ястреб-перепелятник, балобан, обыкновенная пустельга, чеглок, золотистая щурка, филин, белый аист, коростель, обыкновенный козодой, обыкновенный зимородок, сизоворонка, сирийский дятел, средний пёстрый дятел, лесной жаворонок, ястребиная славка, обыкновенный жулан, садовая овсянка и т.д.
Район Руй, включая ущелье, является одним из основных мест обитания бабочек в Болгарии, где встречаются несколько видов, имеющих важное природоохранное значение, в том числе поликсена (бабочка), аполлон, голубянка орион, голубянка алексис, голубянка зефир, чернушка медуза и пеструшка темнокрылая.

## Туризм
Ущелье и его окрестности живописны и легкодоступны из столицы Софии по дороге второго класса II-63. Ущелье находится примерно в 3 км к северу от города Трун по обозначенной асфальтированной дороге. С южного конца ущелья начинается 13-километровая экотропа Трун, которую можно всю пройти за 8 часов. Ещё одна отправная точка экотропы — село Банкя, недалеко от другой природной достопримечательности — ущелья Ябланица. Тропа включает ряд ровных участков, в основном вдоль реки, но есть также много крутых подъемов и спусков, мостов и лестниц. На скалах Царквиштето и Жилав Камак есть альпинистские маршруты. Под Жилав Камаком проходит 200-метровый туннель, выкопанный в начале XX века для железнодорожной линии между городами Тран и Цариброд, когда последний принадлежал Болгарии. Есть тропы, ведущие в близлежащие деревни, а также на вершину Руй (1706 м).

## Искусство и литература

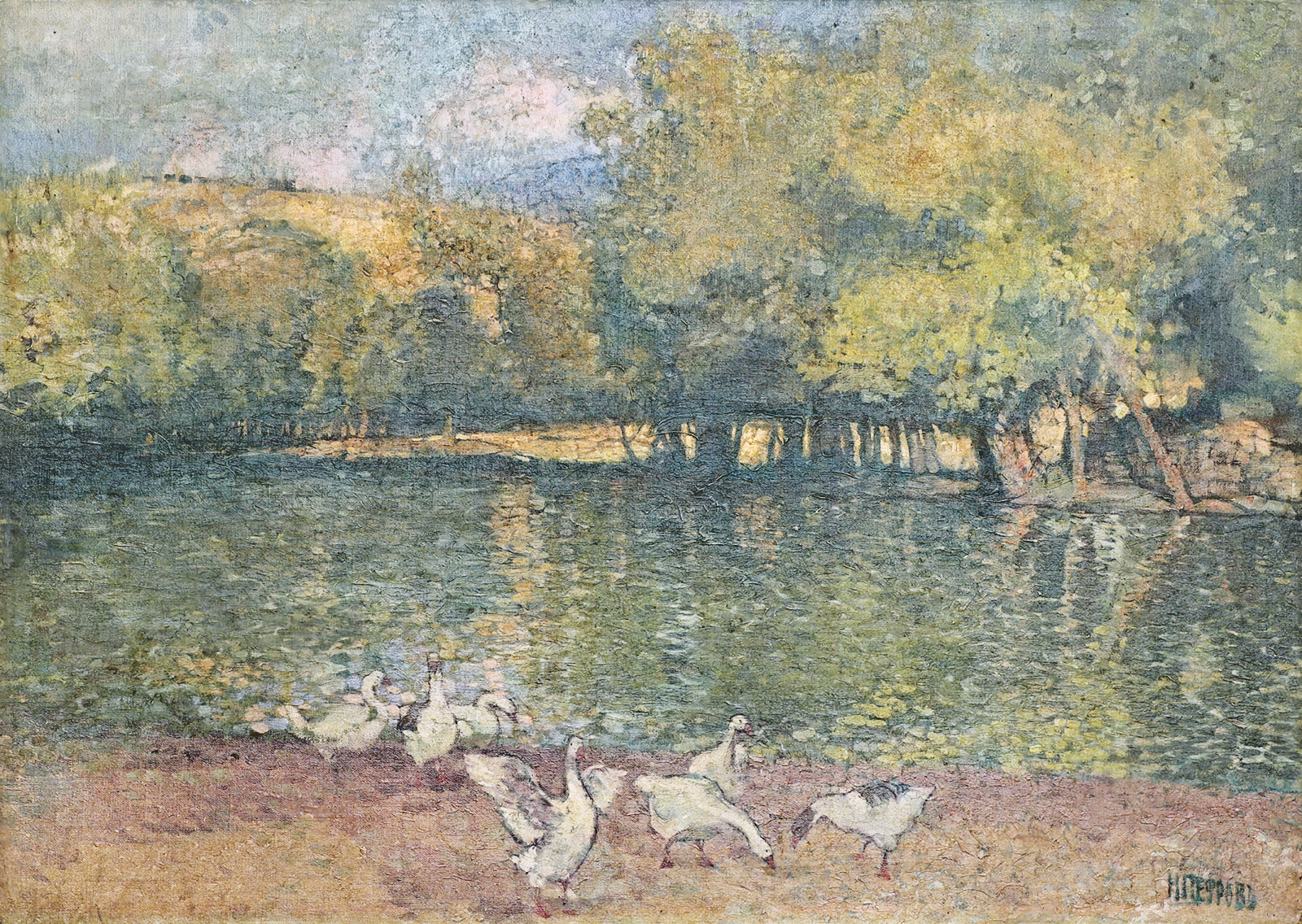
«», Никола Петров

Трынское ущелье и Поганово ущелье ниже по течению реки Ерма, расположенные сейчас в Сербии, но входившие в состав Болгарии до тех пор, пока Западные окраины не были утрачены Королевством сербов, хорватов и словенцев после Первой мировой войны, были ярко описаны в путевом журнале «Что? Швейцария?» писателя XIX века и инициатора туристического движения в Болгарии Алеко Константинова: «Видите ли вы эти зубчатые серые гигантские скалы, блестящие на солнце? Они так параллельно спускаются в пропасть, где течет река Ерма. [...] Теперь как я могу описать эти колоссальные ворота, образованные разноцветными скалами, на которых мой взгляд устремлен?»/
Окрестности ущелья изображены на картине 1913 года «Река Ерма близ города Трын» болгарского пейзажиста Николы Петрова, хранящейся в Национальной художественной галерее, которая, как считается, напоминает работы Эдгара Деги и Жоржа Сёры.

## Галерея

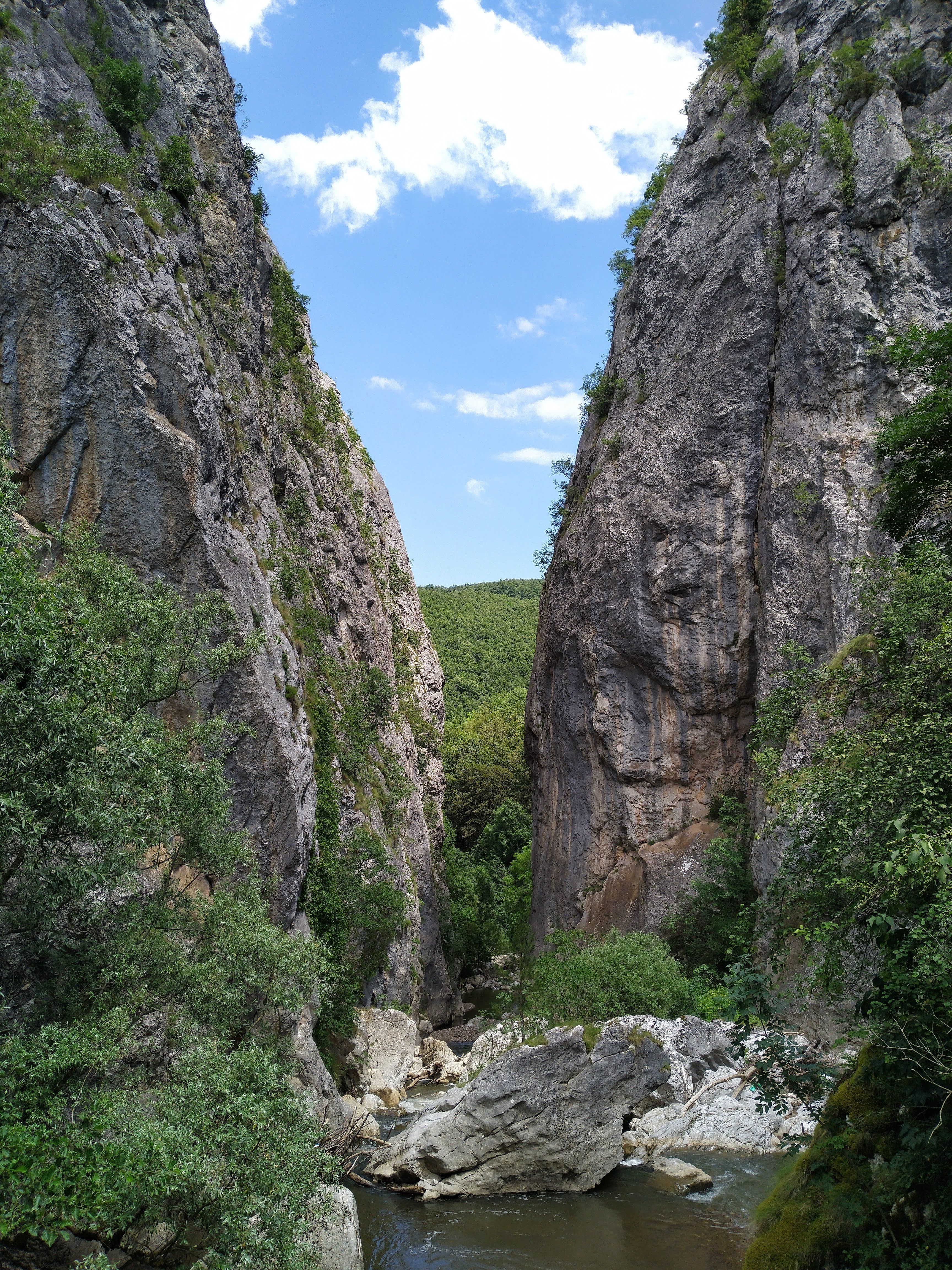
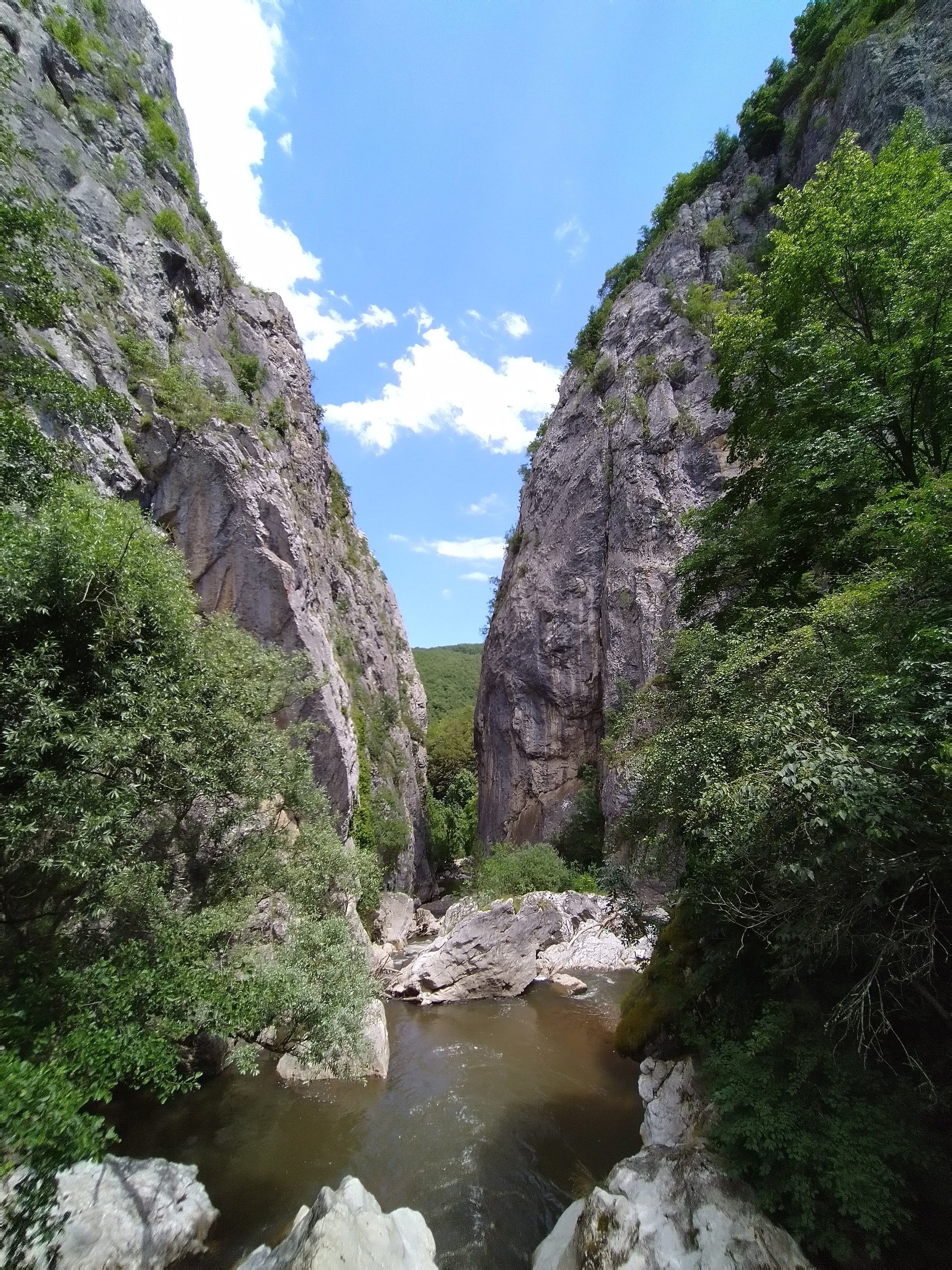
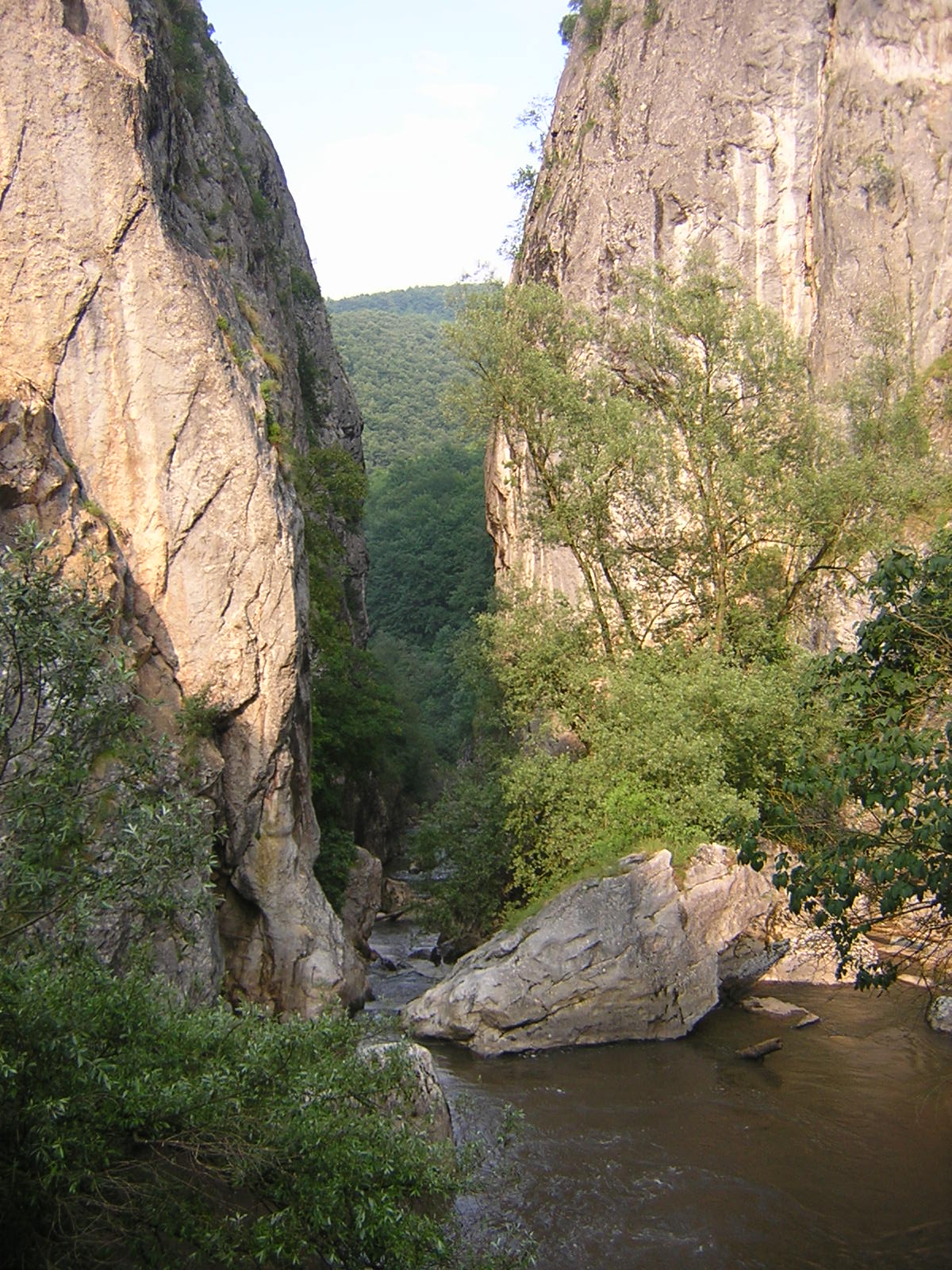
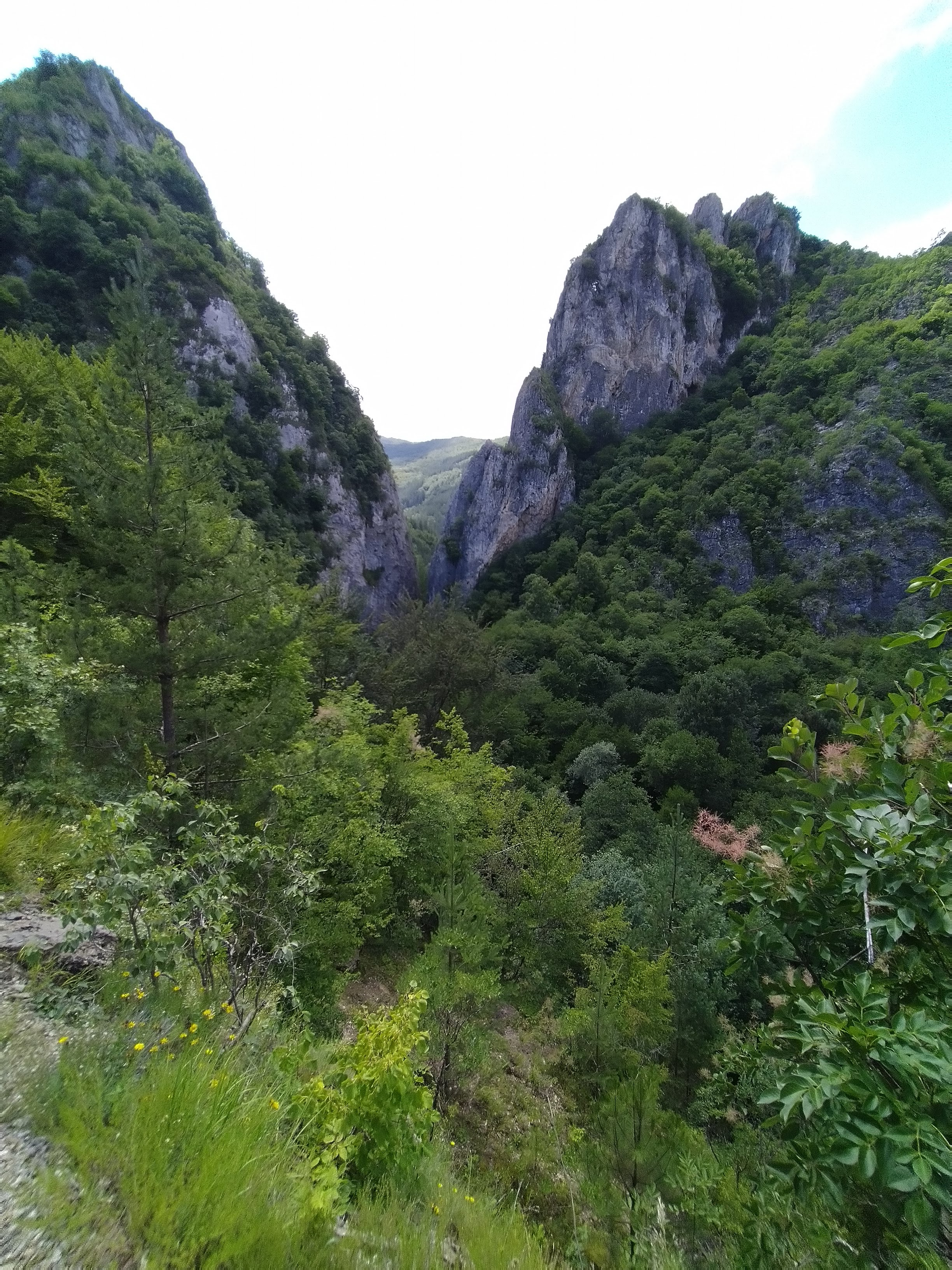